# Horenstein-Pählicke-Reaktion
Die Horenstein-Pählicke-Reaktion ist eine Namensreaktion in der organischen Chemie, bei der Halogenderivate tertiärer Amine mit Salzen von aromatischen Carbonsäuren reagieren. Sie wurde 1938 erstmals von Heinrich Horenstein und Herrmann Pählicke beschrieben.

## Übersichtsreaktion
Bei dieser Reaktion wird durch eine nucleophile Substitution ein tertiäres Amin an eine Carboxygruppe gebunden.

## Reaktionsmechanismus
Die Abbildung zeigt den postulierten Ablauf der Reaktion:
Mit einer Base (z. B. Kaliumcarbonat) wird die Carbonsäure 1 deprotoniert. Das Carboxylat 2 reagiert dann mit dem Halogenderivat des tertiären Amins. In einer SN2-Substitution kommt es nun zu einer Veresterung, wie in 3.
Die Reaktion wird im Allgemeinen in siedendem Toluol durchgeführt. Es wurde jedoch herausgefunden, dass die Reaktion in Butanol mir höherer Ausbeute abläuft. Die Ausbeute kann nochmals gesteigert werden, wenn die Carbonsäure und das Alkylhalogenid direkt miteinander reagieren. Durch diese Reaktion lassen sich Aminoalkohole verestern, wobei neben den hier gezeigten Chlor-Derivaten auch Brom-Derivate benutzt werden können.

## Atomökonomie
Da bei dieser Reaktion Halogenderivate benutzt werden, die lediglich ihr Halogen abspalten, besitzt diese Reaktion eine gute Atomökonomie. Es fallen nur die Base und das abgespaltenen Halogen als Nebenprodukte an.